# Reliant
Reliant (Reliant Motor Company) était un constructeur automobile britannique basé à Tamworth, dans le Staffordshire. Fondée en 1935, la compagnie est essentiellement connue pour avoir produit la Reliant Robin, petite voiture à trois roues. Reliant a produit une grande variété de véhicules au cours des 60 ans d'existence, y compris des sportives populaires, des cabriolets et des véhicules utilitaires. Entre 1 et 2 millions de véhicules Reliant ont été produits et vendus dans pas moins de 9 pays. Reliant Motor Company Ltd est désormais une société dont la seule activité se réduit à la production de pièces de rechange pour les véhicules de la marque.

## Historique

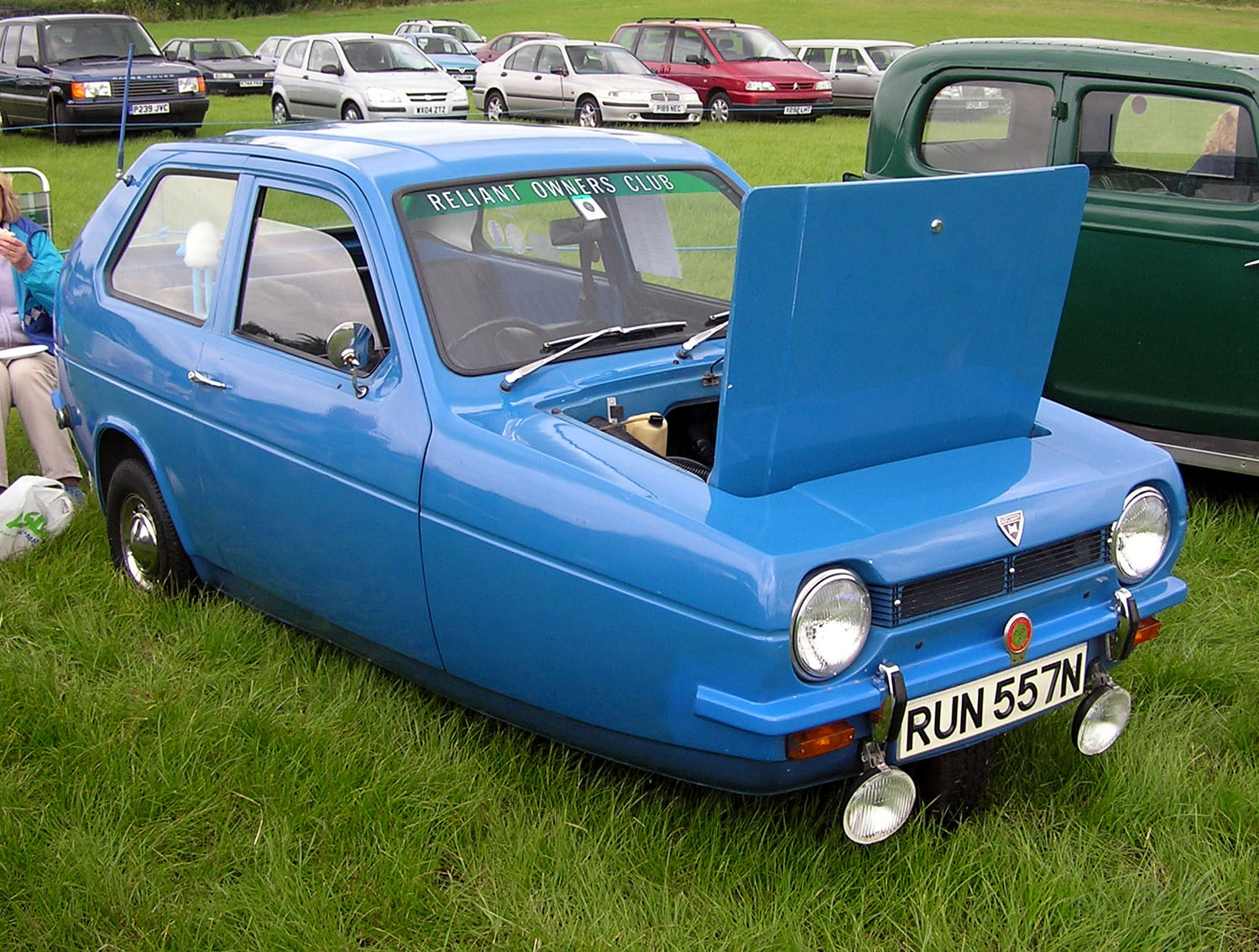
Reliant Robin (1974)

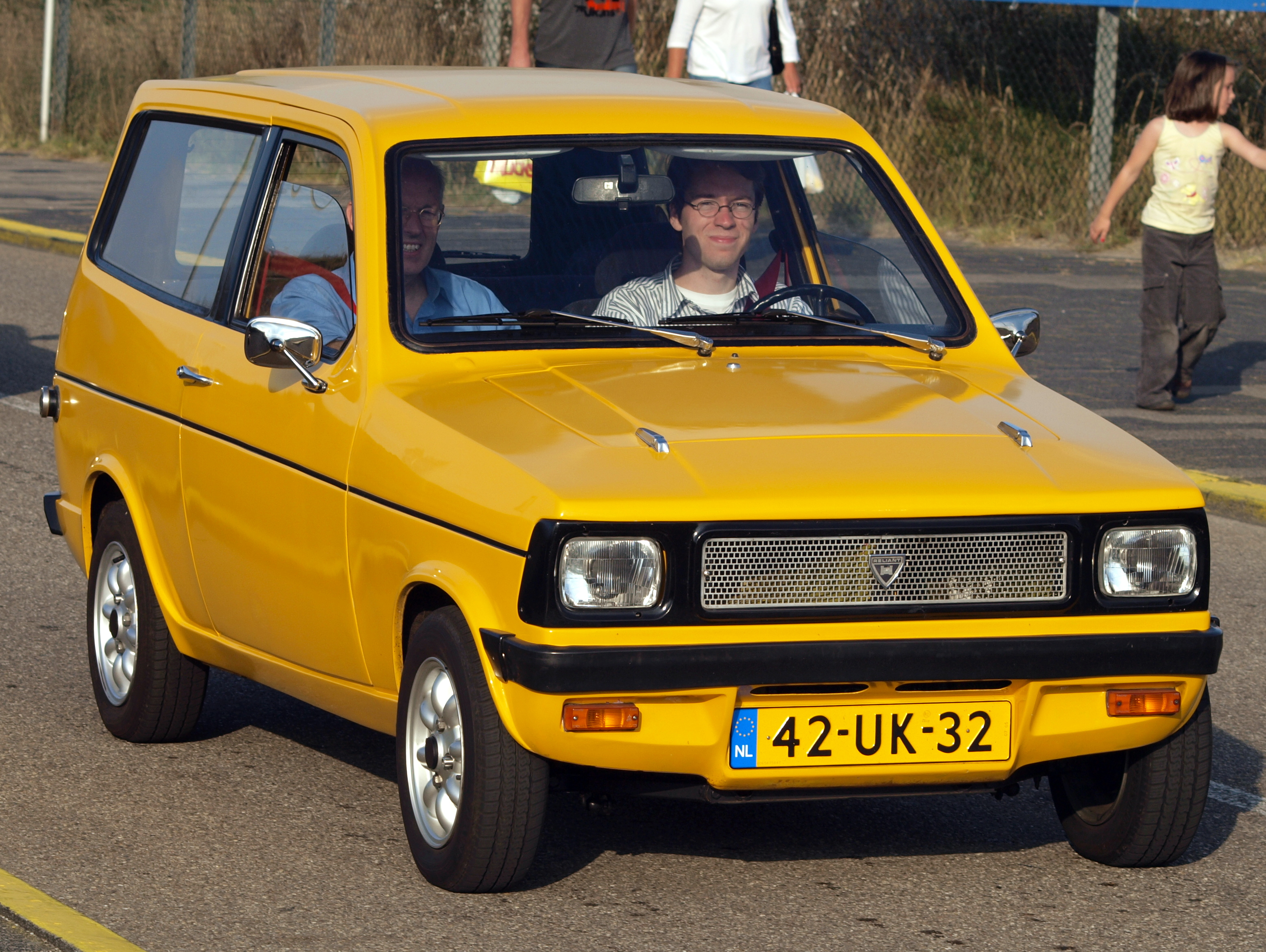
Reliant Kitten Estate

Malgré la décision de Raleigh Bicycle Company en 1934 d'arrêter la fabrication de ses véhicules à trois roues, son directeur d'usine T. L. Williams et son collègue E. S. Thompson, étaient convaincus que les véhicules à trois roues avaient encore un avenir. Ils décidèrent de développer leur propre véhicule dans le fond du jardin de Williams à Kettlebrook (Tamworth, Staffordshire). Le prototype qu'il produisirent avait un design qui s'inspirait largement du van Karryal de Raleigh. Il reçut son homologation en janvier 1935. Il s'agissait d'un van de 3,5 t, motorisé par un bloc à 2 cylindres en V (de 750 cm3) entraînant les roues arrière par l'intermédiaire d'une boîte de vitesses à 3 rapports et d'un arbre de transmission, le tout reposant sur un châssis acier sur lequel repose une classique (pour l'époque) carrosserie formée d'une ossature de bois franc habillée de panneaux d'aluminium. Avec son avant de moto placé à l'air libre devant la caisse, c'était pour l'essentiel une moto sur laquelle était montée une carrosserie de voiture.
La société déménagea dans de nouveaux locaux, soit un ancien dépôt de bus situé dans Watling Street à Fazeley. Le 3 juin 1955 voit la livraison du premier véhicule Reliant. Il était motorisé par un moteur JAP mono-cylindre de 600 cm3 refroidi par air. Le conducteur était assis à califourchon sur le moteur, comme sur une moto. La puissance du moteur était toutefois insuffisante. En mars 1963, la Reliant fut équipée d'un bi-cylindres JAP refroidi par eau, pour un poids total autorisé en charge de 4 t. Le conducteur n'était plus assis à califourchon sur le moteur, le véhicule ayant été équipé de 2 sièges avant. La livraison du nouveau modèle de 4 t eut lieu le 16 mars 1936.
En 1936, Neville Chamberlain, le ministre britannique des finances, prit la décision d'abolir la taxe dite « road fund licence » (taxe d'immatriculation), qui ne s'appliquait pas aux trois-roues, ce qui retirait un important avantage compétitif aux "véhicules de marchandises motorisés à trois roues" de Reliant. Cela n'affecta pas la confiance des ingénieurs de Reliant.

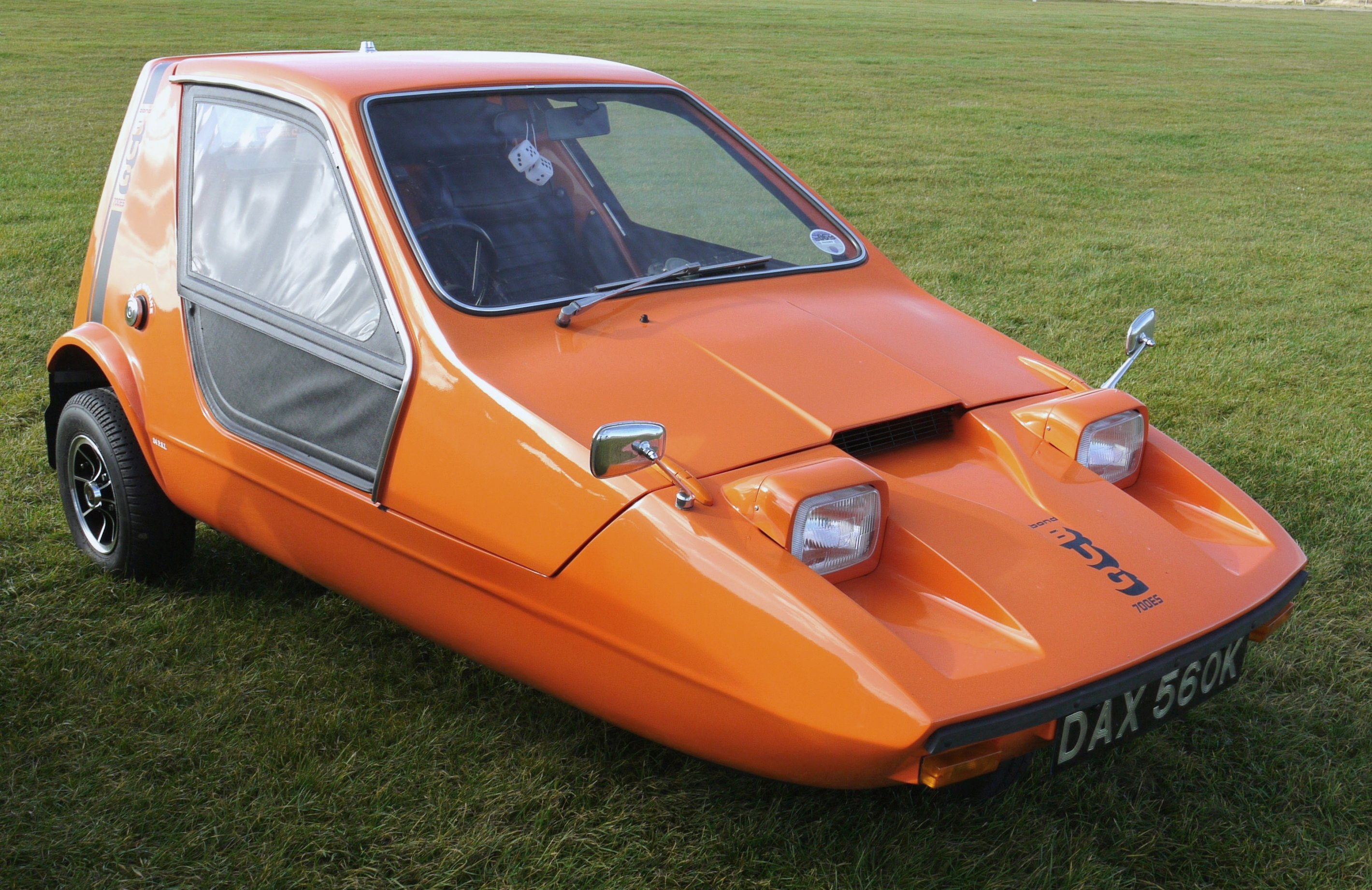
Bond Bug

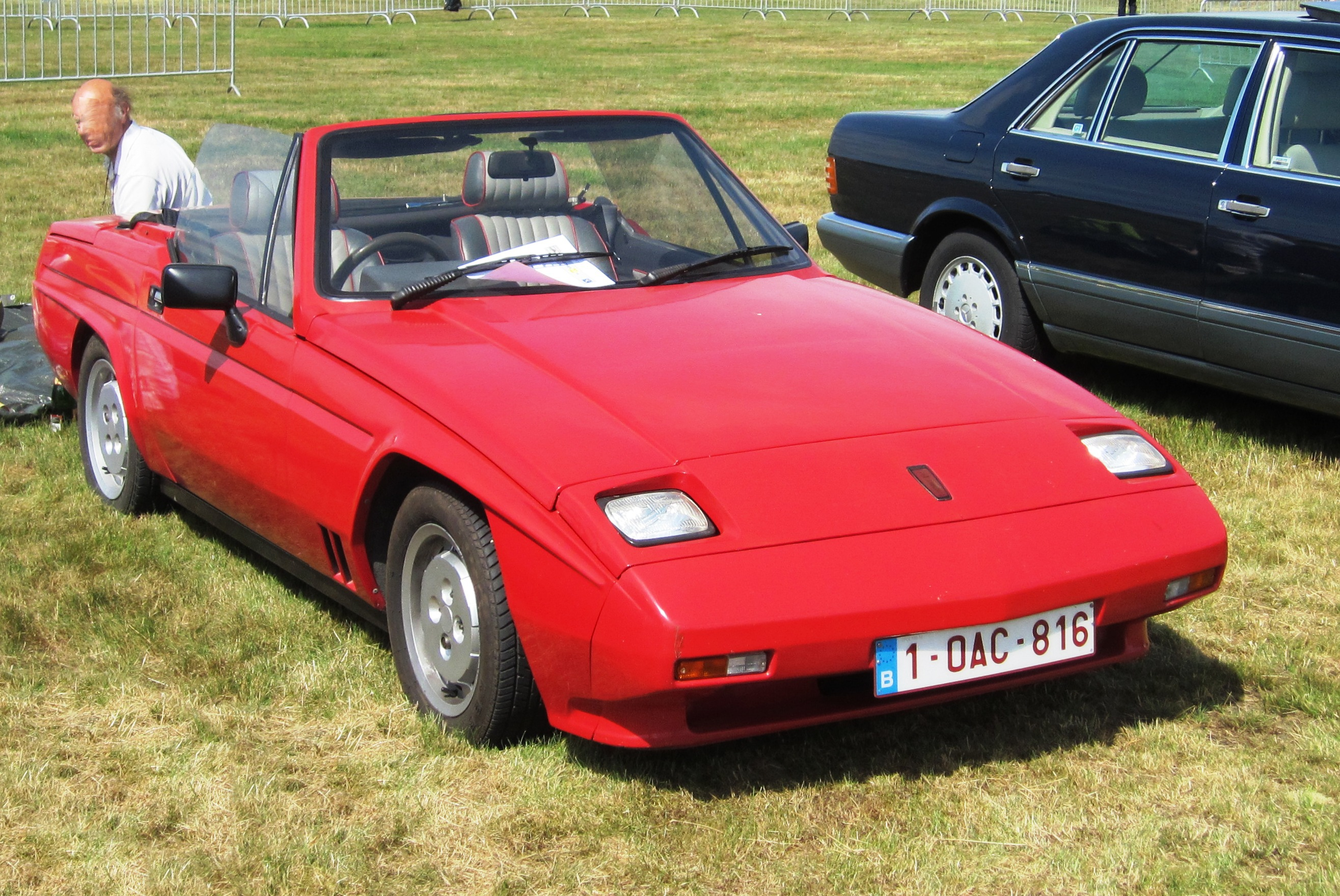
Reliant Scimitar SS1

En 1938, Reliant commença à utiliser le même moteur que l'Austin 7, un 4 cylindres de 747 cm3 à soupapes latérales. La livraison du premier véhicule Reliant équipé de ce bloc eut lieu le 12 mars 1938. Annonça son intention d'arrêter de production du bloc de l'Austin 7. Williams était très enthousiaste à l'idée de rendre Reliant la plus autosuffisante possible. Il tenait à ce que la société fabrique elle-même les pièces dont elle a besoin au lieu de les acheter à des fournisseurs. Reliant commença alors la fabrication de son propre moteur, qui était essentiellement une copie du moteur Austin. Bien qu'apparaissant très ressemblants, le niveau de similarité entre les deux moteurs est inconnu. Le modèle Reliant était construit à petite échelle, avec des techniques adaptées, le carter moteur par exemple est fabriqué par moulage en sable au lieu du moulage métallique utilisé par Austin.
Pendant la Deuxième Guerre mondiale, Reliant participa à l'effort de guerre en usinant des pièces mécaniques. Après la fin de la guerre, Reliant poursuivit le développement de ces trois-roues. Il introduisit un nouveau modèle de van substantiellement modifié, le Regent. Ce modèle, ressemblant toujours visuellement à une moto surdimensionnée, fut prêt le 13 mars 1946, exactement 10 ans après la présentation du premier van bicylindres.
Le Regent avait un PTAC de 0,5 t et avait un meilleur équipement, avec des vitres coulissantes aux portes, au lieu de toiles enroulables. Deux autres versions furent développées, le Regent de O0,6 t et le Prince Regent. En 1953, le Regent était toujours construit, parallèlement au Reliant Regal. Le Regent fut finalement remplacé en 1956 par le van Regal Mk II de 0,25 t.

## Production
En 1952, une version 4 places était lancée. Sa carrosserie, qui était à l'origine en aluminium, fut remplacée petit à petit, panneau après panneau, par de la fibre de verre, au fur et à mesure que la société améliorait sa maîtrise de ce matériau et que le prix de l'aluminium augmentait. En 1956, la carrosserie de la version Mark 3 de la Reliant Regal était entièrement fabriquée en fibre de verre. Entre les versions Mk1 et Mk2, le modèle fut largement restylé et reçut de nombreuses améliorations. Il était motorisé à l'origine par le bloc de l'Austin Seven de 750 cm3, mais après l'arrêt de sa fabrication par Austin, Reliant fit l'acquisition d'une licence de ce moteur et l'améliora largement en passant sa puissance de 7 cv à 17,5 cv.
La nouvelle Regal 3/25, sortie en 1963, se caractérisait par sa carrosserie entièrement en fibre de verre, y compris le plancher, contrairement aux modèles précédents dont le plancher était en bois dur boulonné au châssis. Le moteur était le premier moteur de grande série fabriqué en Europe en alliage léger d'aluminium avec soupapes en tête, et le premier moteur en aluminium avec soupapes en tête fabriqué en Grande-Bretagne. Sa cylindrée, qui était initialement de 598 cm3 sur la Regal 3/25, fut augmentée plus tard à 700 cm3 sur la Regal 3/30.
Au même moment, Reliant développait de nouveaux modèles destinés à être produits localement dans d'autres pays. Les différentes pièces des véhicules, adaptés aux besoins locaux, étaient envoyées en kit dans ces pays et assemblées sur place. Le premier modèle fut l'Anadol, vendu en Turquie et basé sur un mélange de pièces Ford et un châssis spécifiquement développé. L'Anadol fut produite dans de nombreuses versions : berline 2 portes ou 4 portes, pick-up ou van. La version pick-up fut produite jusqu'au début des années 1990.
Le Sabra est un autre modèle du segment de véhicules en kit, développé pour le compte d'Autocars, en Israël. 2 portes coupé ou cabriolet, le Sabra était basé sur une transmission et une mécanique Ford. Le design réussi du véhicule décida Reliant à le distribuer en Grande-Bretagne, sous le nom de Sabre. Cela permit aussi au constructeur de sortir de la niche des véhicules à 3 roues. Malheureusement le Sabre ne fut pas un succès face aux productions bien établies de Triumph ou MG.
Plus tard, Reliant qui voulait développer un modèle sportif sur la base du Sabre, racheta le design de la caisse d'un dérivé sportif de la Daimler Dart et l'adapta au châssis du Sabre, donnant naissance au coupé Scimitar puis à la sportive best-seller de Reliant, la Scimitar GTE.
Pour motoriser ses modèles Scimitar et Sabre, Reliant utilisa les blocs Zephyr 6 et Consul 4 de Ford of Britain, suppléés plus tard par le bloc Ford Essex V6.
En 1969, Reliant racheta le constructeur Bond Cars (en), après son dépôt de bilan. Celui-ci avait un accord avait Triumph qui ouvrait les portes de son réseau de concessionnaires à ses sportives, et Reliant avait pour objectif de remplacer les modèles Bond par les siens, mais malheureusement Triumph signa un nouvel accord avec British Leyland et mit fin à celui de Bond. Bond était le principal concurrent de Reliant sur le marché des véhicules à 3 roues, avec ses modèles Bond Minicar et le Bond 875, même si les ventes de Reliant dépassaient très largement celles de Bond, grâce notamment à ses capacités de production plus importantes et son réseau de vente plus étoffé. Reliant utilisa le nom de marque Bond pour la Bond Bug de 1970, issu d'un prototype Reliant nommé à l'origine Reliant Rogue. Ce trois roues à vocation sportive fut dessiné par le britannique Tom Karen (en), designer chez Ogle (en). La Bug reçut la mécanique et certains accessoires de la Reliant Regal, mais l'architecture de son châssis préfigurait celui tout nouveau qui équiperait la Robin en 1973 (à noter cependant que le train arrière de la Bond recevait un pont a 4 tirants et combinés ressorts-amortisseurs, alors que ses consœurs avaient des ressorts à lames plus conventionnels. La Bug était d'abord disponible en 3 versions : 700, 700E et 700S, remplacées ensuite par le modèle 750 (le premier moteur de la Robin) jusqu'à l'arrêt de la production.
Reliant construisit également des versions à 4 roues de ses modèles à 3 roues. La première de la série fut la Reliant Rebel (en), qui reprenait le châssis de la Regal sans la partie avant, modifiée pour recevoir la suspension avant et la direction de l'Austin Seven. Elle reprenait également les mêmes motorisations de 600 cm3 et 700 cm3 de la Regal, modifiées pour offrir une plus forte compression et un couple plus important, pour compenser le poids supplémentaire de la Regal. Les dernières versions du véhicule furent équipées du  moteur 750 cm3 rencontré sur la Robin Mk1. Reliant ne voulait pas que la Rebel apparaisse comme une simple version 4 roues de la Regal et choisit donc de la doter d'un design spécifique. Elle était disponible en 3 versions de carrosserie : berline, break et camionnette. 

## Arrêt de la production de véhicules
Le groupe Hodge racheta l'entreprise Reliant en 1962, puis la revendit 15 ans plus tard à la famille Nash. Au début des années 1990, Reliant était détenu par un grand promoteur immobilier qui fit faillite avec la récession de 1992 et qui vendit alors Reliant à Beans Engeneering. Vers 1996, Jonathan Heynes prit la direction de Reliant grâce à la prise de contrôle effectuée par son principal partenaire financier. Heynes confia au designer Andy Plumb la mission de procéder au restylage de plusieurs modèles, qu'il fit évoluer dans un style rétro et luxueux, ce qui fit doubler les ventes. En 1997, la ligne de production fut déménagée à Burntwood où Reliant lança la production d'une évolution de la Robin, qui reçut à l'occasion un "lifting lourd". Reliant lança d'autres développements de nouveau modèles à 4 roues, comme une nouvelle Kitten, plus au goût du jour, dont des prototypes furent présentés dans plusieurs journaux et revues de l'époque.
La production se poursuivit jusqu'en 2001 quand les actionnaires décidèrent l'arrêt de la production pour la remplacer par des micro-voitures à 3 roues importées : un modèle Ligier et la Piaggio Ape. Jonathon Heynes vendit ses parts dans la société et la quitta avant l'arrêt final de la production.

## Les dernières années d'activité (jusqu'en 2001)
Fin 2001, la production de Reliant - qui atteignait 50 véhicules par jour - fut arrêtée. la société se concentra sur l'importation et la distribution des micro-voitures et de motos françaises, ainsi que la gamme utilitaire de Piaggio. Une dernière version de la Reliant Robin fut produite et vendue au prix de 10 000 livres sterling. Le modèle était équipé de sièges cuir, peinture or métallisée, jantes alliage, tableau de bord en ronce de noyer, et d'autres options luxueuses. Puisque la fabrication de ce modèle coïncidait avec la 65e année de Reliant, il reçut le nom de Reliant Robin 65.
Reliant Cars changea de nom pour devenir Reliant Partsworld, avec son établissement principal localisé dans l'usine de montage des Robin.
Après l'annonce de l'arrêt de production de la Robin, en 2001, les droits de production en furent cédés à B&N Plastics, une entreprise basée à Sudbury (dans le Suffolk). Celle-ci entreprit de redessiner l'essentiel des pièces de la voiture, ce qui donna naissance à la BN-1 Robin, vendue 10 000 livres dans sa version de base, qui comptait quand même l'essentiel des caractéristiques de la Robin 65, comme la sellerie cuir. Un deuxième modèle encore mieux équipé (par exemple des fenêtres électriques), le BN-2, fut lancé mais sa production s'arrêta fin 2002 avec plus de 200 commandes en cours. B & N Plastics mit fin à la production après une dispute avec Reliant au sujet de la fourniture de pièces et le fait que les nouveaux modèles devaient être soumis à une coûteuse procédure d'homologation (100 000 livres) avant même que la production puisse être lancée.
Le site de production de Reliant à Tamworth a été remplacé par une zone résidentielle appelée Scimitar Park, en référence à la Reliant Scimitar qui y était fabriquée. Les noms des modèles Reliant ont été donnés aux rues de la résidence.
Reliant a produit plus de 2 millions de véhicules durant ses 65 années d'existence. Ces véhicules furent vendus dans 9 pays différents, comme les Pays-Bas, l'Inde et bien sûr la Grande-Bretagne, à qui cette voiture était d'abord destinée. En termes de capital purement britannique, Reliant était le second constructeur automobile de Grande-Bretagne de 1960 à 1990.

## Mythes
L’un des mythes courants concernant la Reliant est qu’elle se retourne facilement. Cela fut même l'objet d'une présentation caricaturale lors d’un épisode de l'émission Top Gear sur la BBC, mais ce qui n’était pas précisé c’est que la Reliant Robin conduite par Jeremy Clarkson avait été modifiée. La taille des roues arrière était en effet différente, avec une roue de 10 pouces côté conducteur et une roue de 12 pouces côté passager, ce qui causait l’inévitable instabilité du véhicule.

## Modèles
- Modèle initial (modèle sans nom) : 1935-1939
- Regent (de) : 1946-1956
- Regal : 1953-1973 (et Supervan III)
- Sabre (de) : 1961-1964
- Scimitar GT : 1964-1970
- Rebel (en) : 1964-1974
- FW5 (en) : 1966-1975
- TW9 (en) 1967-1987
- Scimitar GTE/GTC : 1968-1986
- Robin : 1973-1982, 1989–2002
- Kitten (en) : 1975-1982
- FW11 (en) : 1977
- Rialto (en) 1982-1997
- Fox (en) : 1982-1990
- Scimitar SS1/SST (en) : 1984-1992
- Scimitar Sabre : 1992-1995
- Bond Bug : 1970-1974

## Galerie

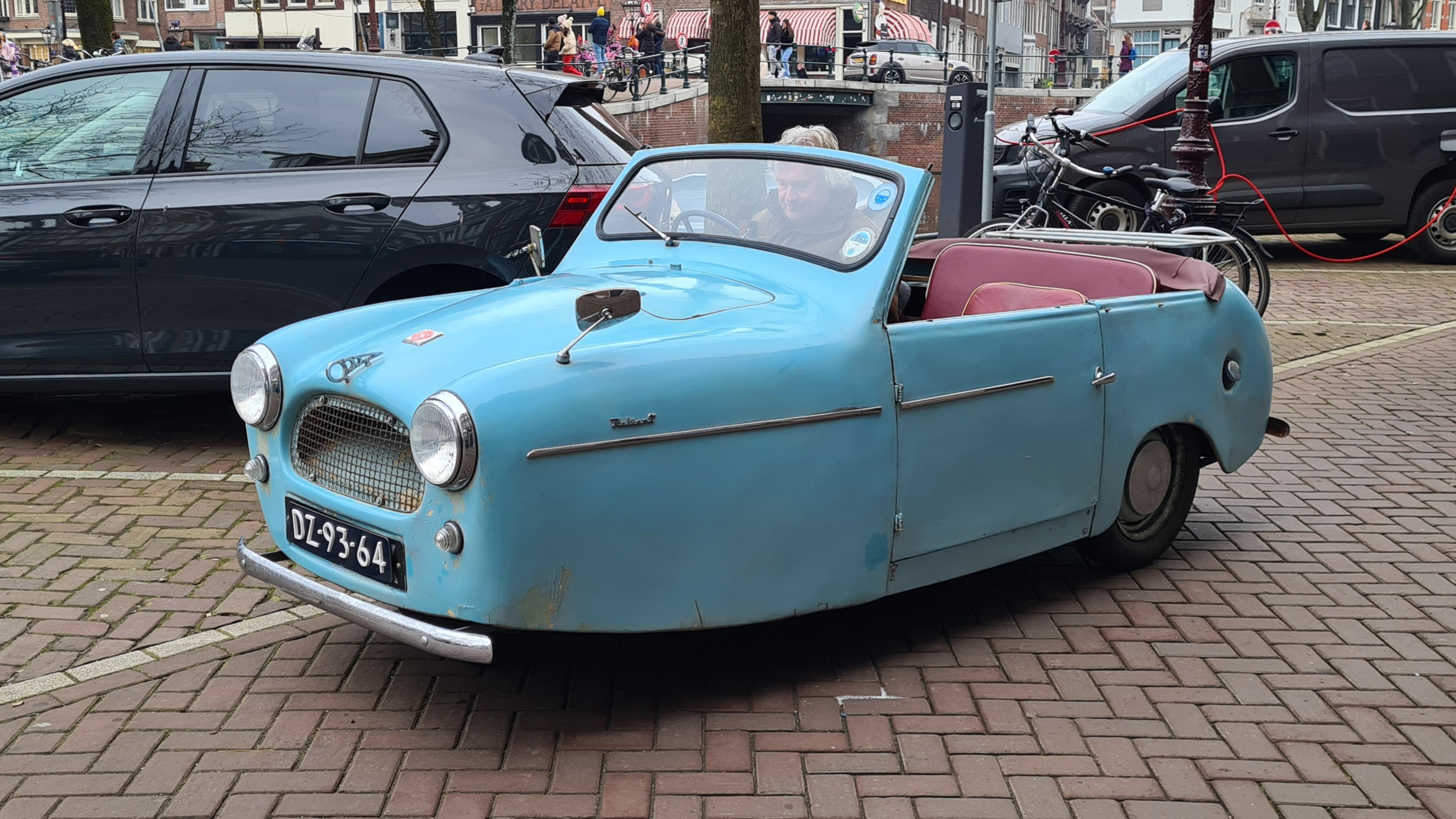
Reliant Regal Mk3 cabriolet (1957)
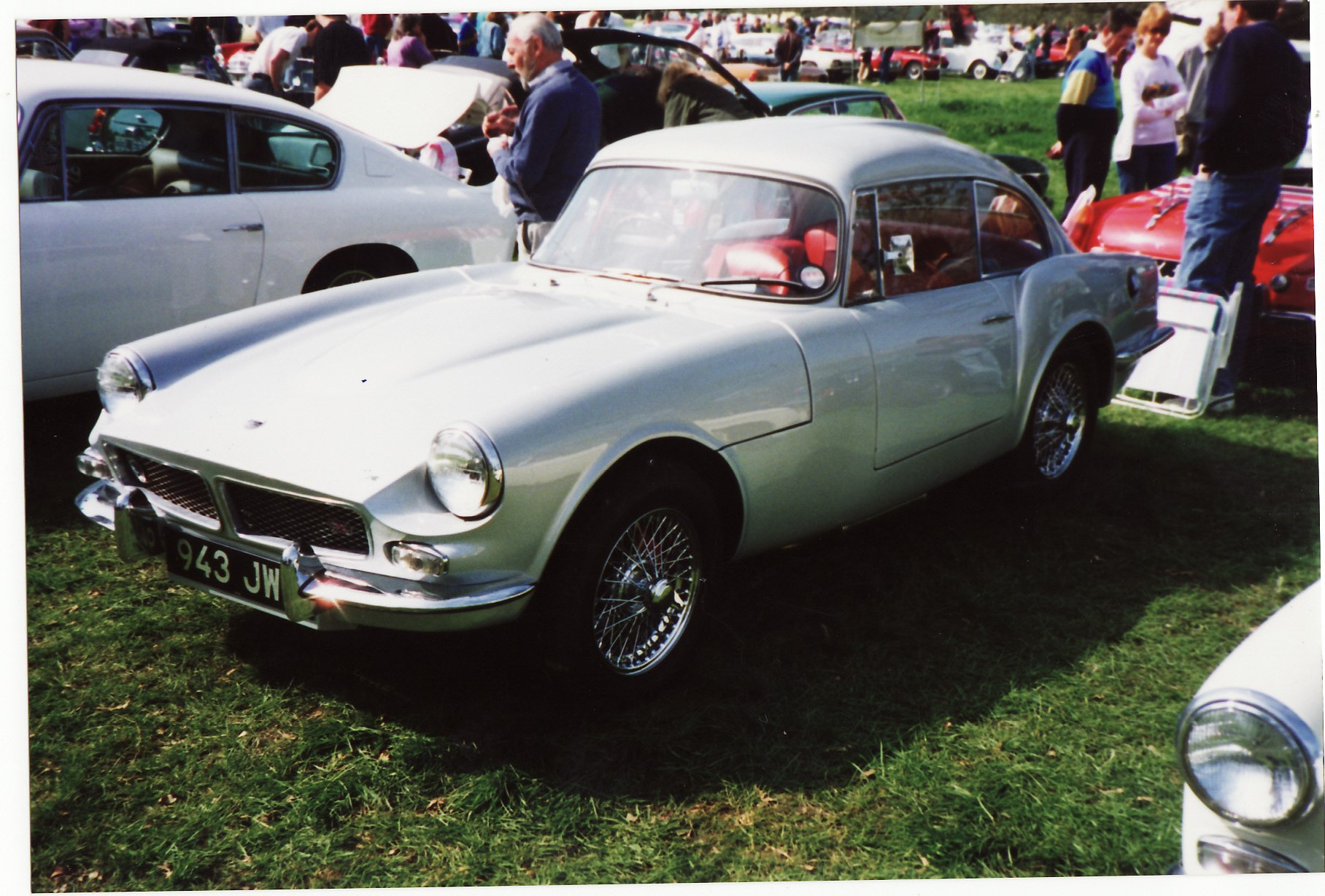
Reliant Sabre (1964)
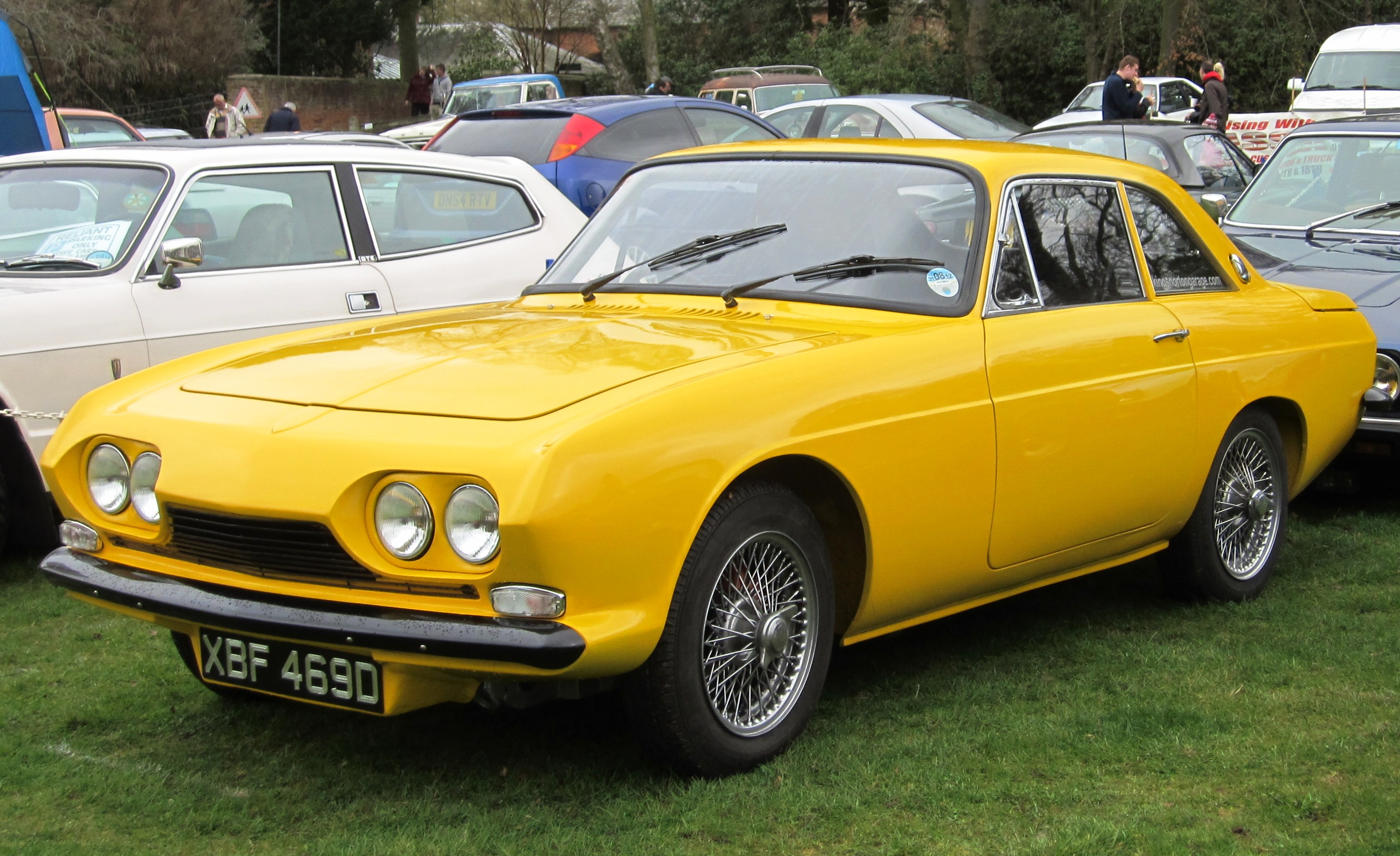
Reliant SE4 (1966)
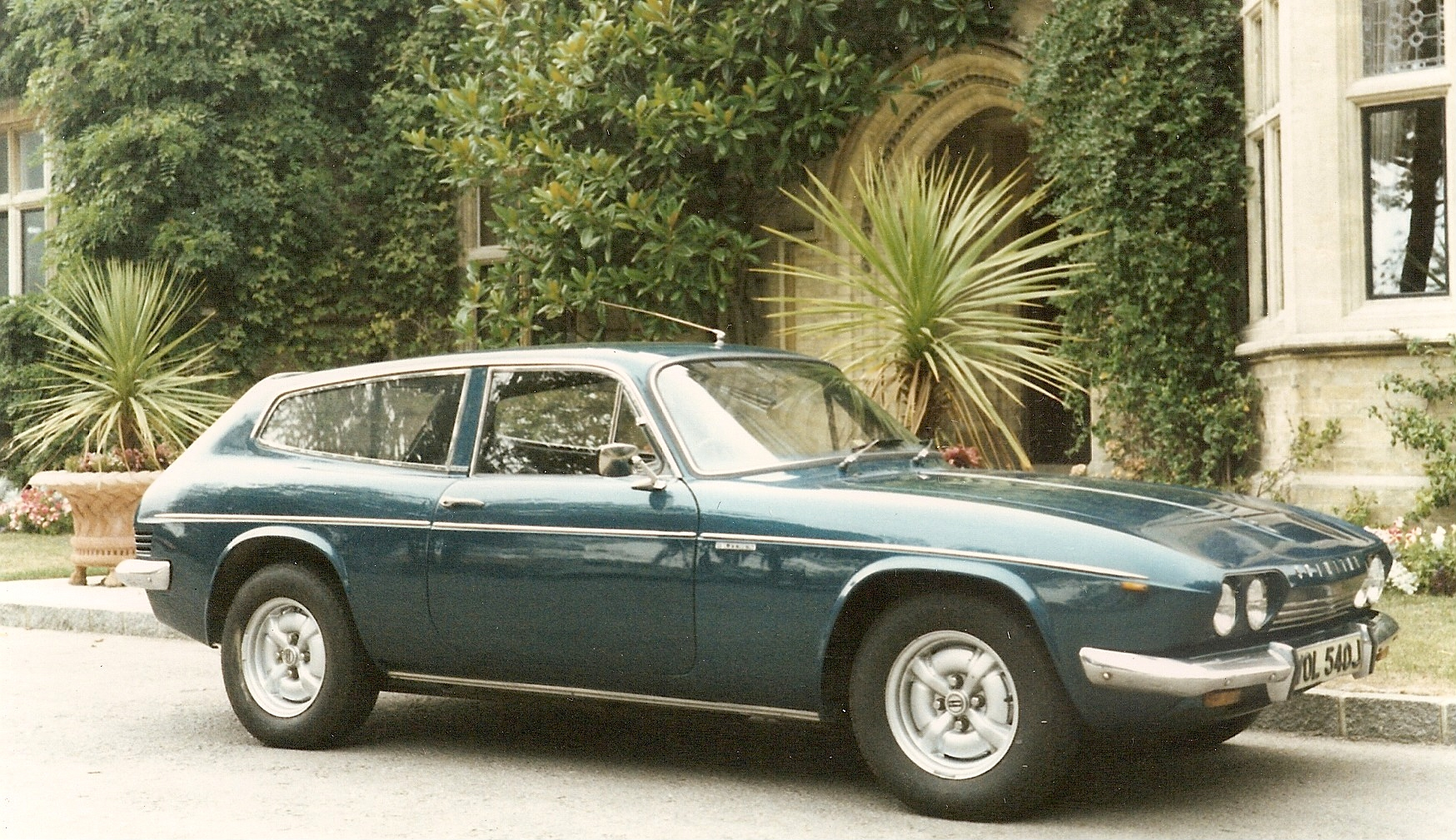
Reliant Scimitar GTE shooting-brake (début des années 1970)
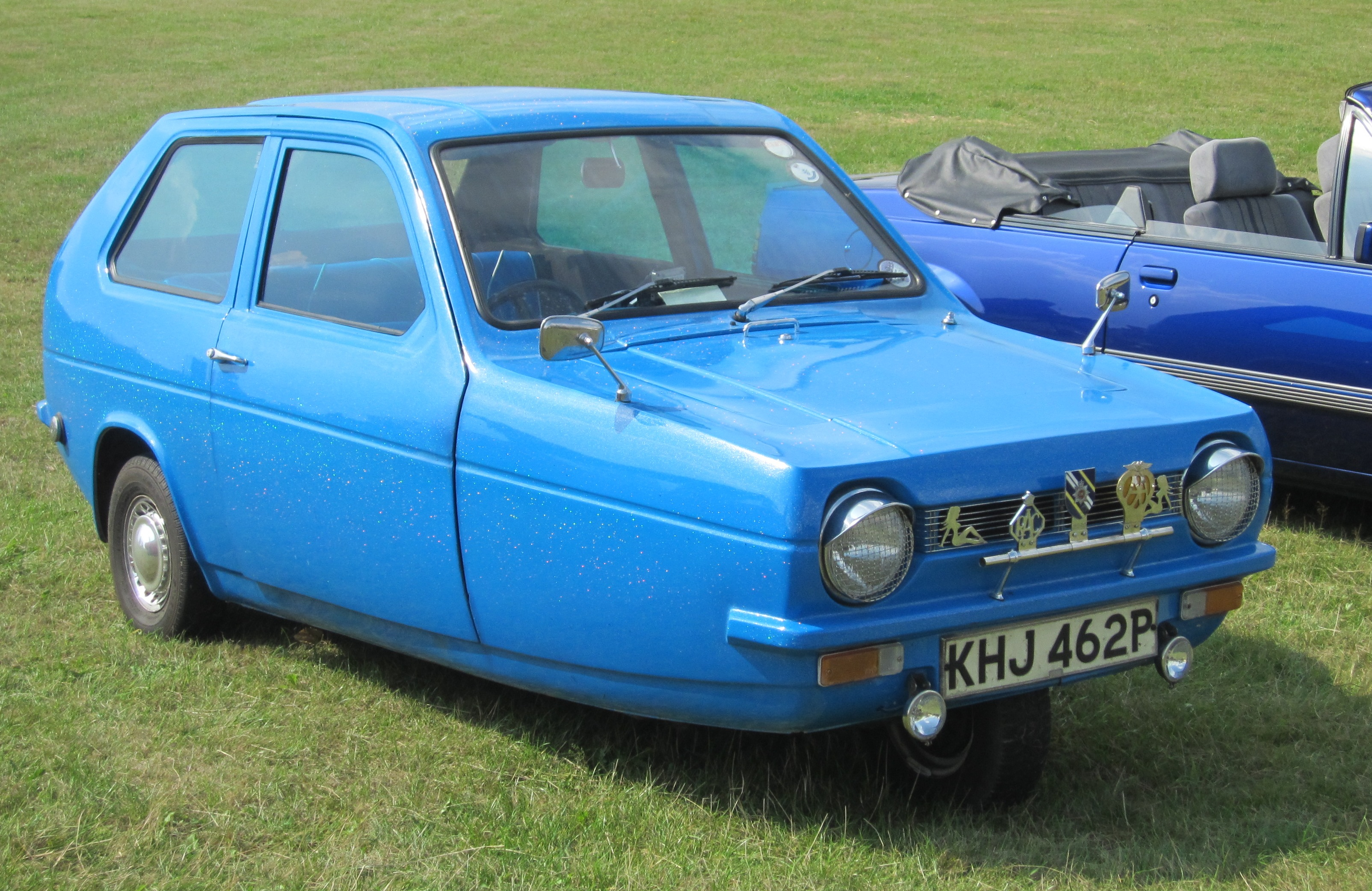
Reliant Robin (1974)
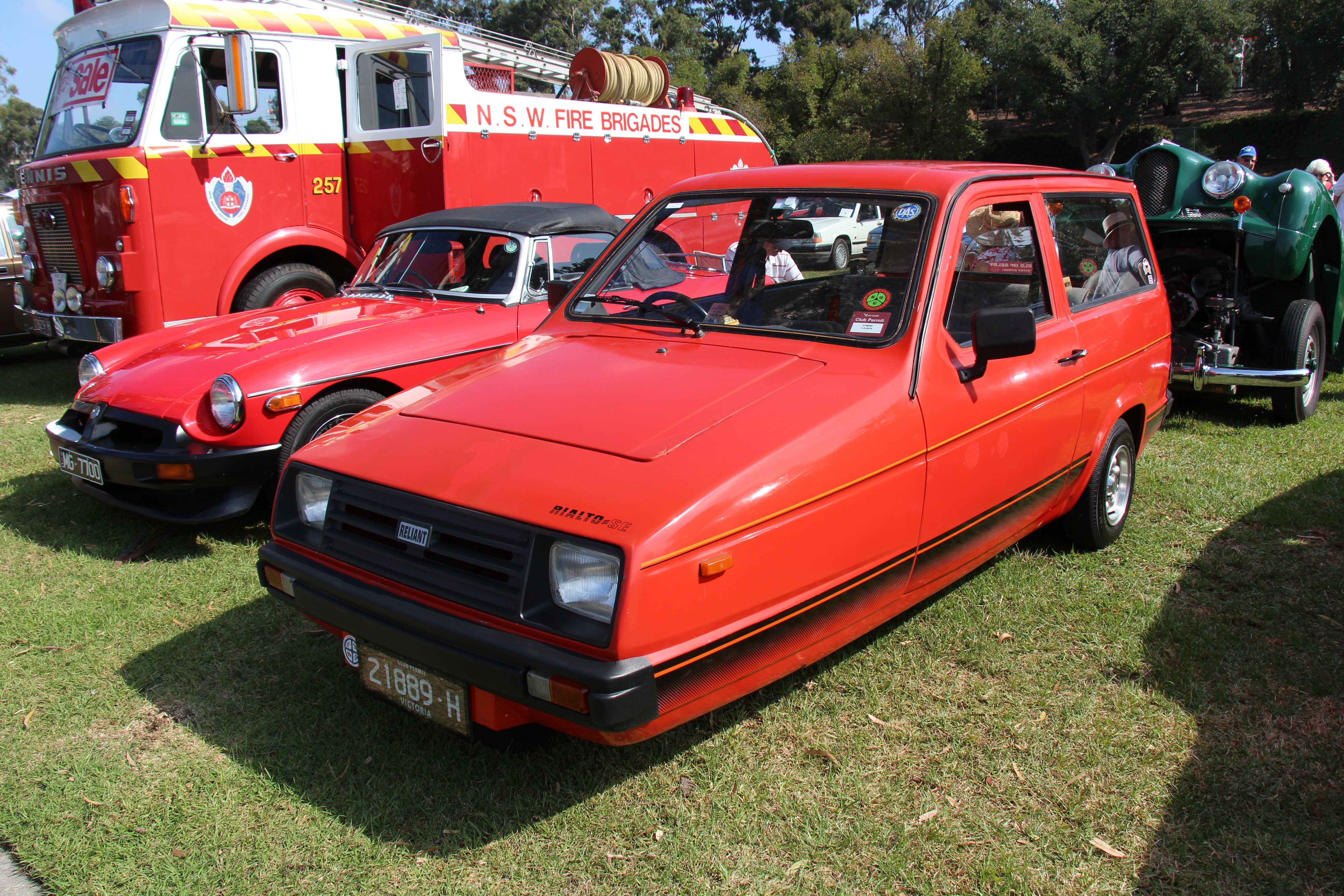
Reliant Rialto (1986)
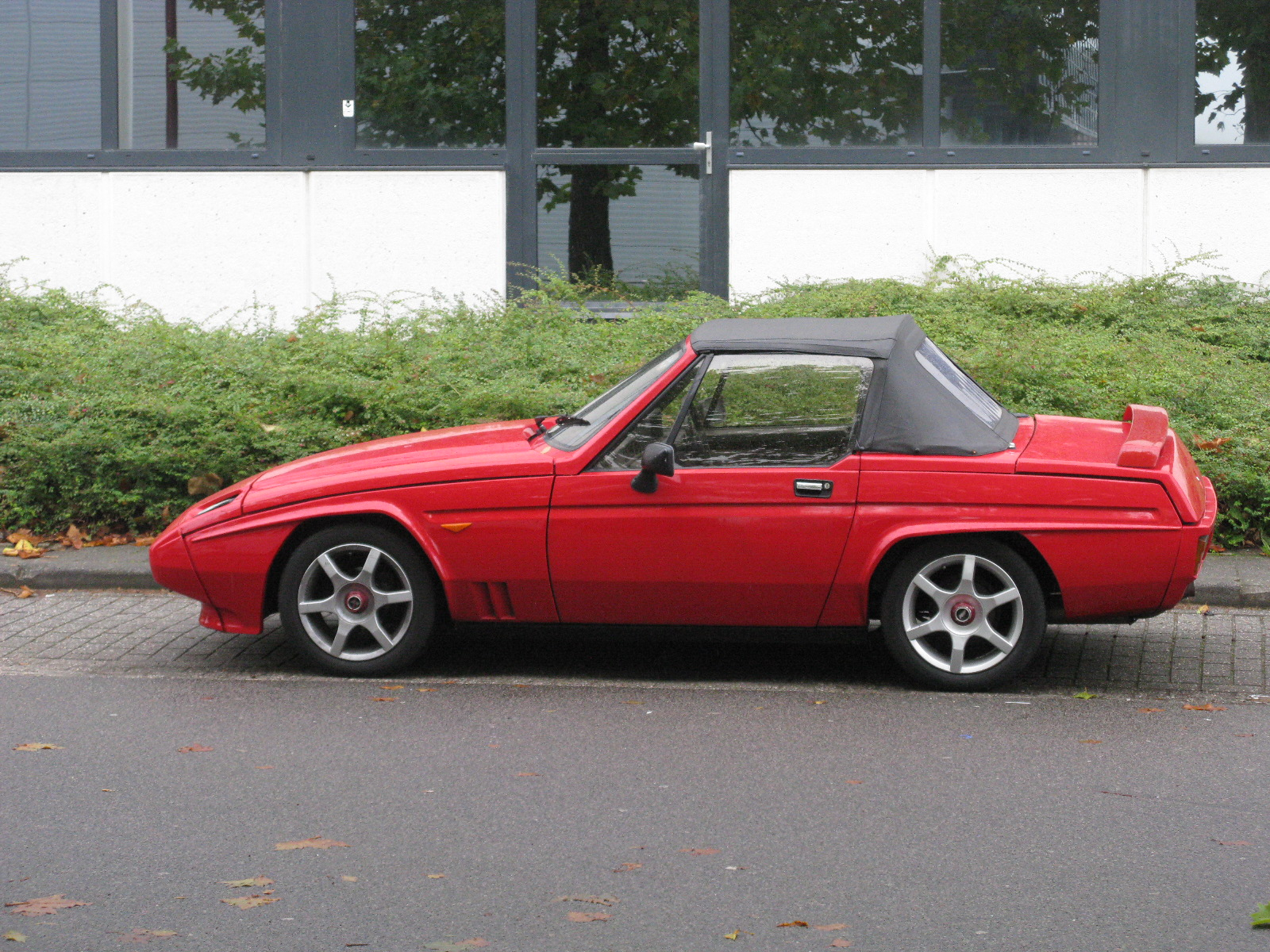
Reliant Scimitar (1990)
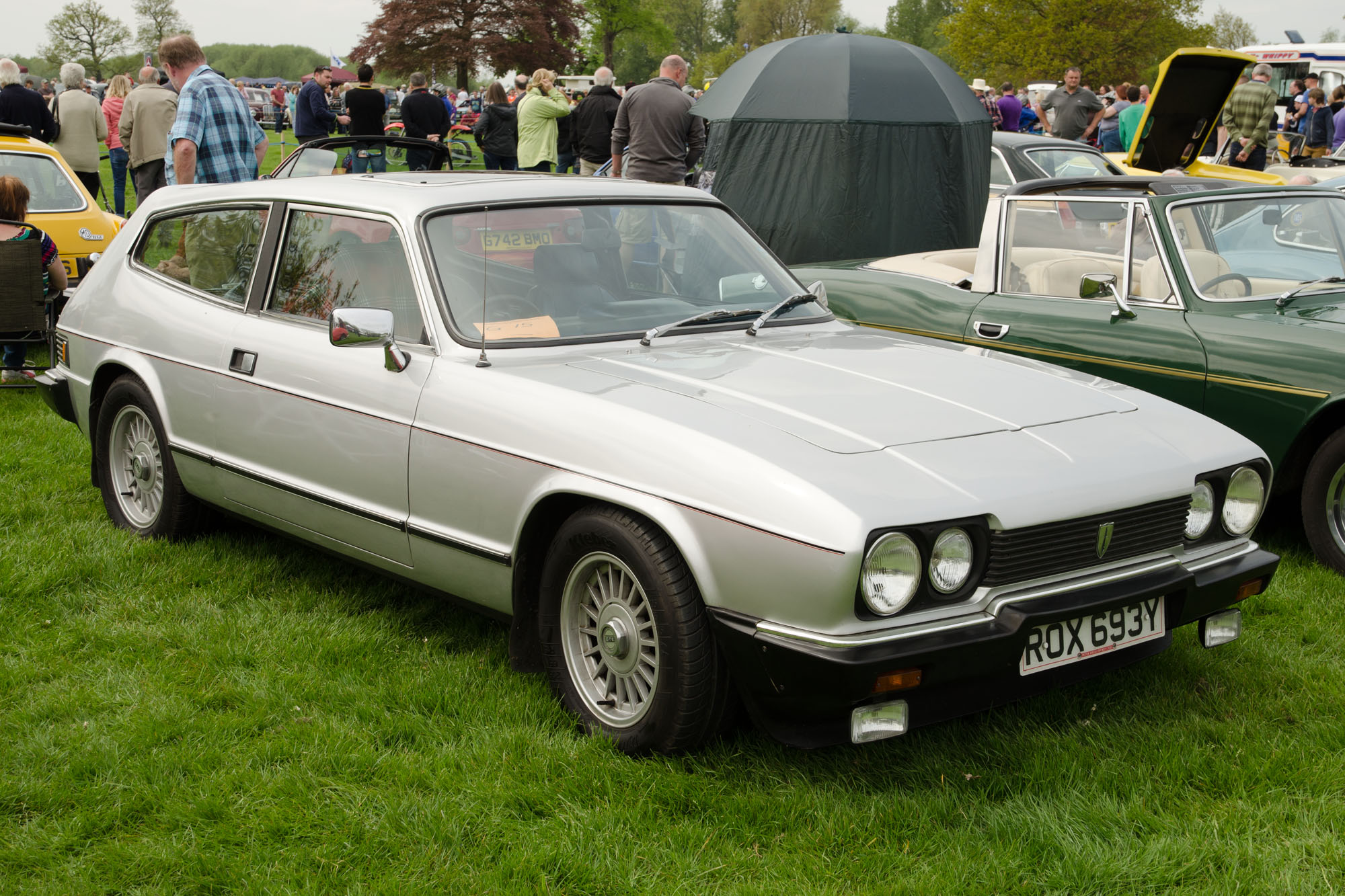
Reliant Scimitar GTE SE6B (1983)